# Экономический кризис в Румынии (1899—1901)
Экономический кризис в Румынии в 1899—1901 годы — первый крупный экономический кризис, ставший серьёзным испытанием для независимой Румынии, получившей независимость только в 1877 году. Основной причиной его была неразвитость экономики страны, являвшейся аграрной, и — как следствие — в те годы крайне сильно зависящей от цен на сельскохозяйственную продукцию. Это также был «кризис роста», произошедший после двух десятилетий непрерывного экономического развития — но оказавшегося неустойчивым в долгосрочной перспективе, поскольку был основан на крупных государственных инфраструктурных работах, финансируемых за счет иностранных кредитов. Кризис имел два «спусковых механизма» (повода): один внутреннего характера — большой ущерб, нанесённый румынским сельскохозяйственным производителям продолжительной (десятимесячной) засухой 1899 года — и один внешнего — сокращение возможностей для привлечения средств на внешних рынках в результате событий, связанные с мировым кризисом, усиленным Англо-бурской войной в Африке и Боксёрским восстанием в Китае.
Кризис привел к целому ряду серьёзных последствий: уменьшение производства сельскохозяйственной продукции составило 65 %, снижение выручки от импорта на 48 %, беспрецедентный в истории молодой страны дефицит бюджета (в размере 35 млн леев), резкое повышение процентных ставок, череда банкротств, существенное сокращение самого бюджета и его расходов и так далее. Для борьбы с кризисом правительство обратилось к иностранным займам, которые в итоге составили 175 миллионов леев при весьма неблагоприятных условиях для плательщика. Также иностранный заем должен был брать и банк «Casa de Economii și Consemnațiuni» (CEC Bank), чтобы избежать прекращения выплат своим вкладчикам.
После того как финансовая и бюджетная политика двух консервативных правительств, которые были у власти в тот период и во главе которых стояли Георг Григоре Кантакузино (Gheorghe Grigore Cantacuzino) и Петре Карп, не улучшила ситуацию в Румынии, король Кароль I решил в июле 1901 года передать власть Национальной либеральная партия. Новое правительство наложило тяжелую программу жесткой экономии — на основе резкого сокращения бюджетных расходов — что позволило восстановить баланс бюджета страны. Данный план имел для Румынии и существенные долгосрочные негативные последствия: поскольку он предусматривал прекращение роста расходов на оборону, во время Первой мировой войны это выразилось как отсутствие вооружения, боеприпасов и техники у Румынской армии.
Кризис имел также и положительные последствия: он привёл к принятию мер для улучшения функционирования всего государственного аппарата, а также — финансовых и банковских учреждений страны. Это позволило смягчить последствия кризисов, с которым в дальнейшем сталкивалась Румыния. В результате, после 1901 года страна вступила в период быстрого экономического подъёма, который позволил королевству за десять лет (к 1912 году) достичь максимального уровня своего экономического развития.

## Причины
Экономический кризис 1899—1901 годов имел три основные причины, в основе которых лежали экономическими и финансовыми дисбалансы в структуре экономики молодого румынского государства, который обрело свою независимость лишь за 20 лет до этого. Анализ, опубликованный уже в 1900 году в экономическом журнале, опровергал идею, что торговый и финансовый кризисы были вызваны только плохим урожай того года: авторы утверждали, что, если бы причиной являлся только низкий урожай и сопутствующее отсутствие экспорта, признаки кризиса появились бы перед его сбором. А симптомы «финансовой слабости» появились в стране ещё в начале весны — причём во всех областях торговли и экономики — так, что лучший урожай мог бы, по их версии, только отсрочить, но не предотвратить кризис.
Первой причиной кризиса была очень высокая уязвимость экономики Румынии, в связи с её структурой, в которой более 80 % занимало производства и торговля зерном. Хотя о подобном критической зависимости было известно давно, последовательно сменявшие друг друга правительства страны решительно игнорировали этот факт, поскольку доходы от сельского хозяйства наполняли бюджет: «Давайте подумаем о том, что мы сделали для сельского хозяйства? Деньги от продажи зерна, мы потратили на роскошь: мы строим у себя так, как строят в самых богатых городах Европы; мы посылаем за границу пшеницу и другие зерновые культуры, а затем мы покупаем предметы роскоши, которые только усиливают ненасытные аппетиты».
Вторая причина заключалась в отсутствии экономической политики для обеспечения предотвращения или смягчения последствий сложной ситуации в сельском хозяйстве. Для Румынии тех лет, низкие урожаи, засуха или, наоборот, излишний дождь непременно означали кризис, бюджетные трудности и экономический застой: «Плохой урожай может произойти в любой стране, но может попытаться купировать негативные последствия».
Третей причиной была технологическая отсталость страны и малое развитие сельскохозяйственной техники. Когда сельхозрынки были «затоплены» дешёвой продукцией из США, Аргентины и с Дальнего Востока. Её цена была ниже по причине улучшений в сельхозтехнике и снижении расходов на транспорт.